# Typhula candida
Typhula candida är en svampart som beskrevs av Fr. 1861. Typhula candida ingår i släktet Typhula och familjen trådklubbor.   Inga underarter finns listade i Catalogue of Life.